# 山本治朗
山本 治朗（やまもと じろう、1948年8月12日 - 2019年7月26日）は、日本の経営者。中国新聞社社長、会長を務めた。広島県広島市出身。

## 経歴
1971年に慶應義塾大学経済学部を卒業し、同年に中国新聞社に入社。
1980年3月に取締役に就任し、1984年3月には常務、1986年3月に専務を経て、1992年6月に社長に就任。1998年1月に会長も兼任し、2000年3月に社主兼会長に就任。
中国放送取締役も務めた。
2018年11月に旭日重光章を受章。
2019年7月26日急性骨髄性白血病のために死去。70歳没。